# 袴田事件
袴田巖案為一樁1966年發生於日本靜岡縣清水市的強盜殺人放火案，被認定為是一宗冤假錯案。1966年8月18日，曾當職業拳擊手的袴田巖（1936年3月10日－）被懷疑殺害四人而遭到逮捕。1968年9月11日，靜岡地方裁判所作成判決，宣判其死刑。最高裁判所於1980年11月19日作成維持原判的判決，而使本案定讞。然而，袴田巖很有可能並非本案的真兇，而是遭到不實的指控，因為做為其犯罪證據的血衣根本不符合其身材。因此儘管袴田巖身為死刑犯，民間團體一直在尋求再審加以救濟，袴田仍未被處死。他被關在監獄中長達48年，直至2014年3月27日方获释，為世界受刑的死刑犯中關押期間最長之犯人。

## 本案經過
- 1966年
  - 6月30日：靜岡縣清水市一間味噌製造工廠的老闆橋本藤雄（41歲）連同其妻、次女和長男一家四口被發現在自家遭到殺害，並且遭到放火焚燒。
  - 7月4日：靜岡縣警察（日语：静岡県警察）至該味噌製造工廠的員工宿舍加以搜索，指稱在袴田巖的房間內找到一件沾有微量血跡的睡衣。
  - 8月18日：靜岡縣警依強盜殺人、縱火以及竊盜罪嫌，將袴田巖逮捕。
  - 9月6日：原本堅決否認犯罪的袴田巖在羈押期限屆滿前三天，一改先前的態度，對本案進行自白。
  - 9月9日：靜岡地方檢察廳（日语：静岡地方検察庁）起訴袴田巖。
  - 11月15日：在靜岡地方裁判所（日语：静岡地方裁判所）首次審判時，袴田巖對於檢警所指控的犯罪事實全盤否認，並且宣稱自己是無辜的。
- 1967年8月31日：在味噌製造工廠內，又發現了「五件血衣」。
- 1968年9月11日：靜岡地方裁判所一審判處死刑。
- 1976年5月18日：東京高等裁判所駁回上訴。
- 1980年
  - 11月19日：日本最高裁判所駁回上訴。
  - 12月12日：死刑判決確定。
- 1981年4月20日：被告律師聲請再審。
- 1994年
  - 8月9日：靜岡地方裁判所駁回再審之聲請。（裁定書於8月8日作成）。
  - 8月12日：被告律師對於駁回再審聲請之裁定提出即時抗告。
- 2004年
  - 8月27日：東京高等裁判所駁回即時抗告之聲請。（裁定書於8月26日作成）。
  - 9月1日：被告律師向最高裁判所提出特別抗告。
- 2008年
  - 3月24日：最高裁判所駁回特別抗告之聲請。
  - 4月25日：被告律師向靜岡地方裁判所第二次聲請再審。
- 2010年4月20日：57位參眾兩院之議員組成「袴田巖死刑囚救援議員聯盟」。
- 2014年
  - 3月27日：由於DNA鑑定結果，染血衣服上的血液DNA不屬於袴田，靜岡地方裁判所判決袴田無罪，他因而被立即釋放。[3]
  - 3月28日：被害者長女逝世，享年67歲。
  - 4月6日：世界拳击理事会向袴田巖頒發榮譽冠軍腰帶，以慶祝他被無罪釋放。[4]
- 2018年6月11日：東京高等裁判所以「靜岡地方裁判所接受的DNA檢定結果在科學上存疑，不能作為證物呈堂」為由，駁回再審聲請[5]。然而考慮到袴田年事已高及生活狀況不適宜繼續收押，並未再度收押袴田。6月18日，被告律師團向最高裁判所提起抗告。
- 2020年12月22日：最高裁判所以「案件未進行徹底調查」為由，撤銷東京高等裁判所駁回再審聲請之裁定。案件發回再審。
- 2023年3月20日：東京高等檢察廳放棄抗告。確認再審開始。
- 2024年
  - 9月26日：靜岡地方裁判所認定犯罪證據為調查單位捏造，判決袴田無罪。這是日本戰後免田事件、財田川事件、松山事件、島田事件之後，第五起被判死刑的被告被判無罪的案件。
  - 10月21日，靜岡縣警總部長登門袴田家，向其鞠躬致歉。[6]
- 2025年
  - 1月29日：袴田家族按照日本《刑事補償法》，就此案向日本政府索賠2.17億日圓[7]。
  - 3月24日：靜岡地方裁判所同意袴田家族的索償申請，向他們發放2.17億日圓刑事補償金，創下日本史上最高刑事補償金額的紀錄。[8]

## 外部連結
- On Death Row in Japan: Iwao Hakamada’s long wait
- DEATH PENALTY-JAPAN: Dissenting Judge Breaks 40-Year Silence Inter Press Service
- Iwao Hakamada career records
- Prisoners driven insane on Japan's death row, says Amnesty（页面存档备份，存于）
- （日語） Hakamada.net